# Duster Bennett
Anthony „Duster“ Bennett (* 23. September 1946 in Welshpool, Powys, Mid Wales; † 26. März 1976 in Warwickshire) war ein britischer Bluesmusiker. Er spielte als Ein-Mann-Orchester, indem er mit einem Fuß die Trommel schlug, die Mundharmonika auf einem Gestell spielte und dazu seine Gitarre bediente. Diese Mischung war fesselnd und einzigartig, so dass er in den Bluesclubs ein gern gesehener Gast war.

## Karriere
Seine Karriere begann an der Kunstschule in Kingston upon Thames und Guildford. In seinen Liveauftritten kombinierte er Eigenkompositionen im Stil von Jimmy Reed mit Bluesstandards. Dabei wurde er oft von seinen Freunden Peter Green und Top Topham unterstützt. In den frühen 1960er-Jahren spielte er auch oft als Sessionmusiker an der Mundharmonika. 1970 wurde er Mitglied von John Mayalls Bluesbreakers und ging mit ihnen auf Amerikatournee. Auf dem Nachhauseweg von einem Auftritt mit Memphis Slim schlief er am Steuer seines Wagens ein, kollidierte mit einem Lastwagen und wurde getötet. Er hinterließ vier Kinder und seine Ehefrau Stella.

## Diskografie (Auswahl)
- 1968: Smiling Like I'm Happy
- 1969: Bright Lights (live session)
- 1970: 12dbs
- 1975: Fingertips
- 1998: I Choose to Sing the Blues
- 1999: Comin' Home
- 2000: Shady Little Baby
- 2006: Complete Blue Horizon Sessions